# Зелені насадження Пермі

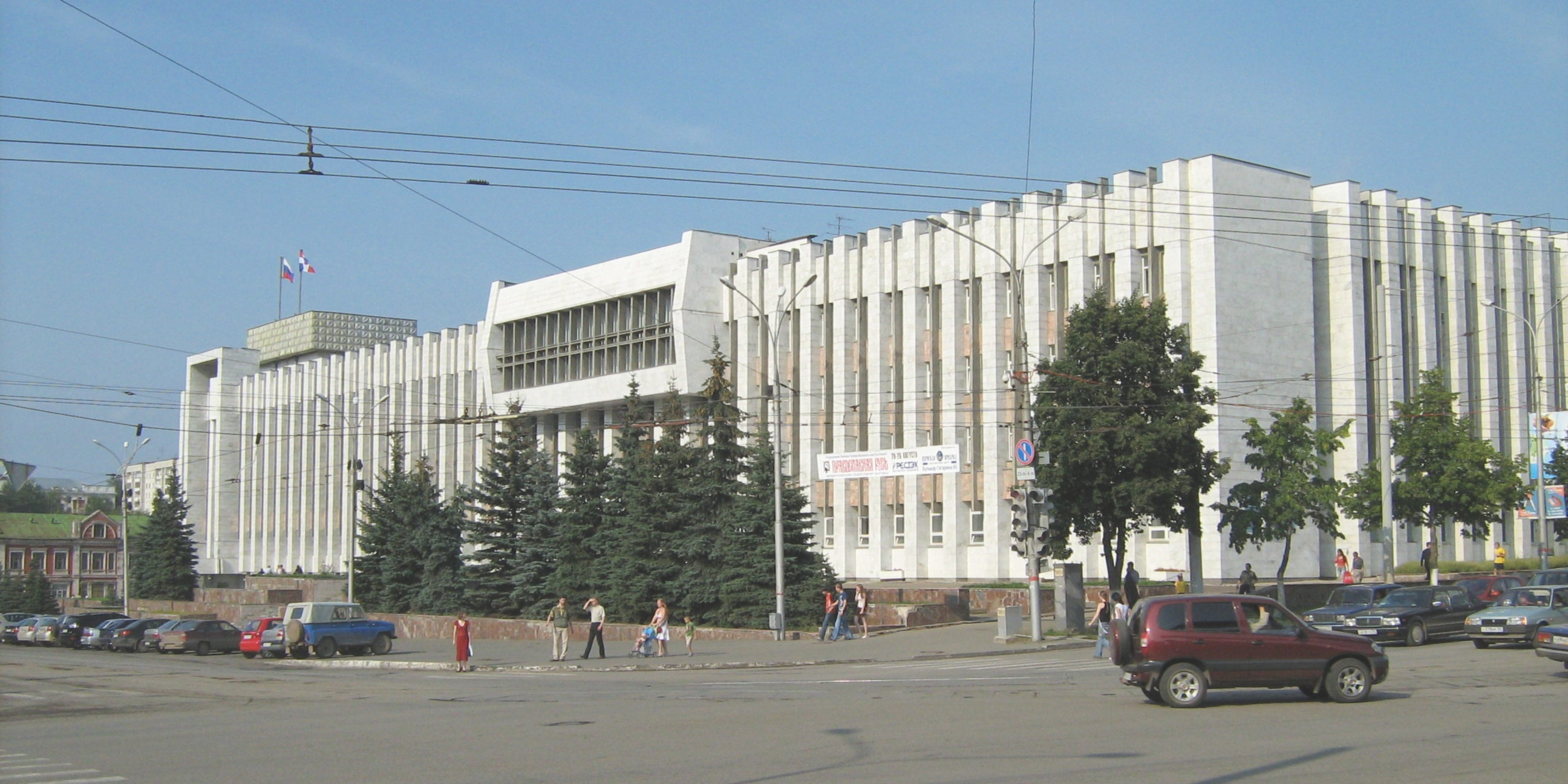
Ялини біля будівлі культурно-ділового центру

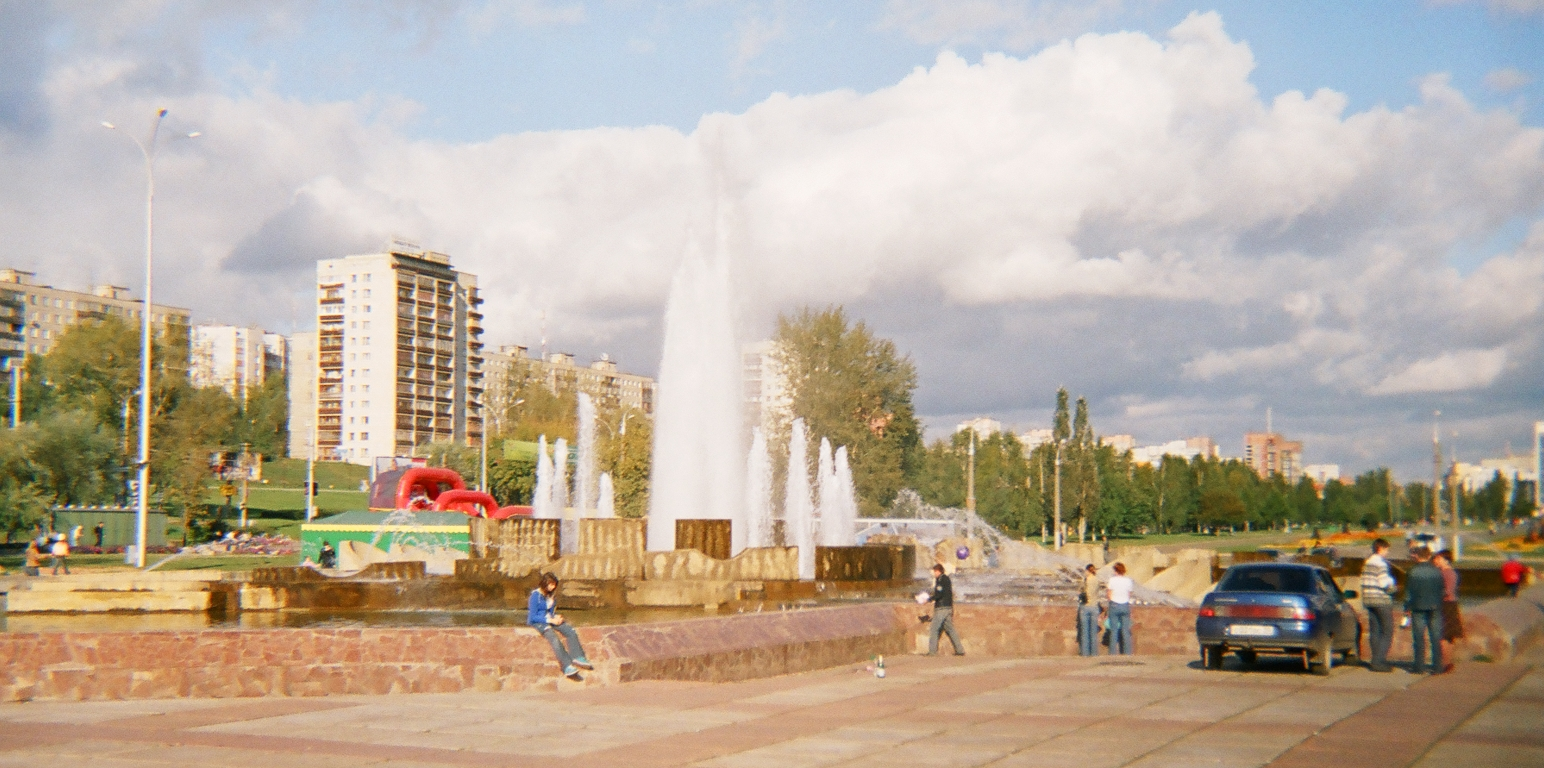
Вулиця Комуністична

Площа зелених насаджень в Пермі за станом на 2000 рік склала:
| Категорія зелених насаджень                                                                        | Площа    |
| -------------------------------------------------------------------------------------------------- | -------- |
| загального користування (сади, парки, сквери, бульвари)                                            | 751 га   |
| обмеженого користування (усередині житлових кварталів, на території шкіл, лікарень, інших установ) | 1 039 га |
| спеціального призначення (розплідники, санітарно-захисні насадження, кладовища і т. д.)            | 1 020 га |

У 2000 році за замовленням адміністрації міста Пермський державний університет провів інвентаризацію зелених насаджень, яка охопила повністю Індустріальний і Ленінський райони, і частково — решта районів міста. Всього враховано 697 055 дерев.
| Район              | Площа, охоплена дослідниками, га | Площа деревних масивів, га | Загальна довжина алей, км |
| ------------------ | -------------------------------- | -------------------------- | ------------------------- |
| Дзержинський       | 2050                             | 116,0                      | 64,4                      |
| Кировський         | 2032                             | 210,9                      | 86,8                      |
| Мотовилихинський   | 3432                             | 172,5                      | 88,4                      |
| Орджоникідзевський | 3394                             | 245,3                      | 62,7                      |
| Свердловський      | 2888                             | 214,5                      | 159,0                     |

| Район              | Загальна кількість дерев | Переважаючі породи, %                                         | Кількість старих дерев | Кількість дерев, що вимагають заміни |
| ------------------ | ------------------------ | ------------------------------------------------------------- | ---------------------- | ------------------------------------ |
| Дзержинський       | 72302                    | Тополя — 20,03 Клен звичайний — 16,38 Клен ясенолистий — 12,9 | 4856 (6,71 %)          | 948 (19,52 %)                        |
| Кіровський         | 188497                   | Сосна — 29,37 Тополя — 26,12 Клен ясенолистий — 13,2          | 98374 (52,18 %)        | 2322 (2,36 %)                        |
| Мотовилихинський   | 129888                   | Клен ясенолистий — 27,62 Тополя — 15,88 Верба — 14,05         | 13603 (10,47 %)        | 1419 (10,43 %)                       |
| Орджоникідзевський | 101566                   | Тополя — 24,09 Береза — 17,32 Клен ясенолистий — 13,02        | 1928 (1,89 %)          | 1297 (67,27 %)                       |
| Свердловський      | 163945                   | Клен ясенолистий — 24,82 Верба — 15,94 Тополя — 13,18         | 6133 (3,74 %)          | 642 (10,47 %)                        |
| Ленінський         | 13151                    | Клен ясенолистий — 30,22 Липа — 18,6 Тополя — 15,23           | 3283 (14,53 %)         | 897 (27,32 %)                        |
| Індустріальний     | 27706                    | Тополя — 36,99 Клен ясенолистий — 23,63 Береза — 14,63        | 1911 (11,85 %)         | 1748 (91,47 %)                       |

Адміністрація міста робить зусилля по його озелененню. З 1999 року проводиться акція «Зелена стіна», мета якої — збільшення числа зелених насаджень. Акція реалізується силами ОТГСов, школярів, волонтерів.